# Challenger de Lüdenscheid
El Platzmann-Sauerland Open es un torneo profesional de tenis. Pertenece al ATP Challenger Tour. Se juega desde el año 2021 sobre pistas de tierra batida en Lüdenscheid, Alemania.

## Palmarés

### Individuales
| Año  | Campeón           | Finalista               | Resultado        |
| ---- | ----------------- | ----------------------- | ---------------- |
| 2021 | Daniel Altmaier   | Nicolás Jarry           | 7–6(1), 4–6, 6–3 |
| 2022 | Hamad Medjedovic  | Zhizhen Zhang           | 6–1, 6–2         |
| 2023 | Duje Ajduković    | Hugo Dellien            | 7–5, 6–3         |
| 2024 | Raphaël Collignon | Botic van de Zandschulp | 3–6, 6–4, 6–3    |

### Dobles
| Año  | Campeones                                 | Finalistas                           | Resultado         |
| ---- | ----------------------------------------- | ------------------------------------ | ----------------- |
| 2021 | Ivan Sabanov Matej Sabanov                | Denys Molchanov Aleksandr Nedovyesov | 6–4, 2–6, [12–10] |
| 2022 | Robin Haase Sem Verbeek                   | Fabian Fallert Hendrik Jebens        | 6–2, 5–7, [10–3]  |
| 2023 | Luca Margaroli Santiago Rodríguez Taverna | Jakob Schnaitter Kai Wehnelt         | 7–6(4), 6–4       |
| 2024 | David Pel Bart Stevens                    | Matwé Middelkoop Denys Molchanov     | 6–4, 2–6, [10–8]  |